# Clinoptilolita-Ca
La clinoptilolita-Ca és un mineral de la classe dels silicats, que pertany al grup de les zeolites. Rep el seu nom del grec klinein (recostat), ptilon (ploma) i lithos (pedra), i per ser l'espècie amb calci dominant.

## Característiques
La clinoptilolita-Ca és una zeolita de fórmula química Na₆(Si30Al₆)O72·20H₂O. Cristal·litza en el sistema monoclínic. La seva duresa a l'escala de Mohs es troba entre 3,5 i 4. És l'anàleg amb calci de la clinoptilolita-K i la clinoptilolita-Na. Forma una sèrie de solució sòlida amb l'heulandita-Ca.
Segons la classificació de Nickel-Strunz, la clinoptilolita-Ca pertany a «09.GE - Tectosilicats amb H₂O zeolítica; cadenes de tetraedres de T10O20» juntament amb els següents minerals: clinoptilolita-K, clinoptilolita-Na, heulandita-Ca, heulandita-K, heulandita-Na, heulandita-Sr, heulandita-Ba, estilbita-Ca, estilbita-Na, barrerita, stel·lerita, brewsterita-Ba i brewsterita-Sr.

## Formació i jaciments
Va ser descoberta a Kuruma Pass, a la prefectura de Fukushima (regió de Tohoku, Japó).